# Instituto de Ciencia y Tecnología de la Universidad de Mánchester
El Instituto de Ciencia y Tecnología de la Universidad de Mánchester, o UMIST por sus siglas en inglés (University of Manchester Institute of Science and Technology) fue fundado en Inglaterra, Reino Unido, el 7 de abril de 1824, con el nombre de Instituto de Mecánica de Mánchester. Entre los académicos fundadores se encontraba John Dalton.
A principios del siglo XX cambia su nombre a Escuela Municipal de Tecnología, funcionando como la Facultad de Tecnología de la Victoria University of Manchester (Universidad también conocida como Owens por haber sido antes de 1851 el Owens College).
En 1954 recibió el Decreto Real para funcionar como Universidad con financiación independiente de la Corona; y se rebautizó como Manchester College of Science and Technology. En 1966 adopta el nombre UMIST. Sin embargo, durante esos años, la Victoria University of Manchester era quien expedía los títulos académicos de UMIST, y ambas Universidades se gobernaban por un cuerpo colegiado común hasta 1993, cuando UMIST recibió la autonomía necesaria de la Corona británica.
En otoño de 2004, UMIST se fusionó con la Universidad Victoria, para crear la University of Manchester. Esta universidad es la mayor de Mánchester y una de las más grandes de Europa; y marca como fecha de su fundación el año de 1824, año en que se creó la Escuela de Mecánica que fundara John Dalton. Esta Universidad conjunta cuenta (hasta 2004) con 23 laureados con el Premio Nobel.
Entre sus académicos, investigadores y egresados famosos se cuentan Joseph Thomson y John Cockcroft (Premios Nobel de física en 1906 y 1951 respectivamente), John Dalton, James Joule, Carl Schorlemmer, Ernest Rutherford, John Polanyi y Michael Smith (Premios Nobel de química en 1908, 1986 y 1993, respectivamente).